# (15736) Hamanasu
(15736) Hamanasu est un astéroïde de la ceinture principale.

## Description
(15736) Hamanasu est un astéroïde de la ceinture principale. Il fut découvert le 8 décembre 1990 à Kitami par Kin Endate et Kazuro Watanabe. Il présente une orbite caractérisée par un demi-grand axe de 2,46 UA, une excentricité de 0,16 et une inclinaison de 6,3° par rapport à l'écliptique.

## Compléments